# زاکرانی
زاکرانی (به لاتین: Zakřany) یک منطقهٔ مسکونی در جمهوری چک است که در شهرستان برنو-ونکوو واقع شده‌است. زاکرانی ۵٫۱۵ کیلومتر مربع مساحت و ۷۲۸ نفر جمعیت دارد و ۳۸۰ متر بالاتر از سطح دریا واقع شده‌است.